# William MacKenzie
William Mackenzie (Glasgow, 29 marzo 1791 – Glasgow, 30 luglio 1868) è stato un oculista scozzese, noto per aver fondato la Glasgow Eye Infirmary nel 1824.
È considerato il padre dell'oculistica moderna inglese. Nel 1828 ottenne la cattedra di professore Waltonian presso l'Università di Glasgow. Scrisse l'opera "The Treatise on diseases of the Eye", primo libro di testo dell'oculistica inglese. Il 3 marzo 1838 fu nominato Surgeon Oculist dalla regina Vittoria. Nel 1843 divenne membro del Royal College of Surgeons.

## Biografia

### Infanzia e Formazione

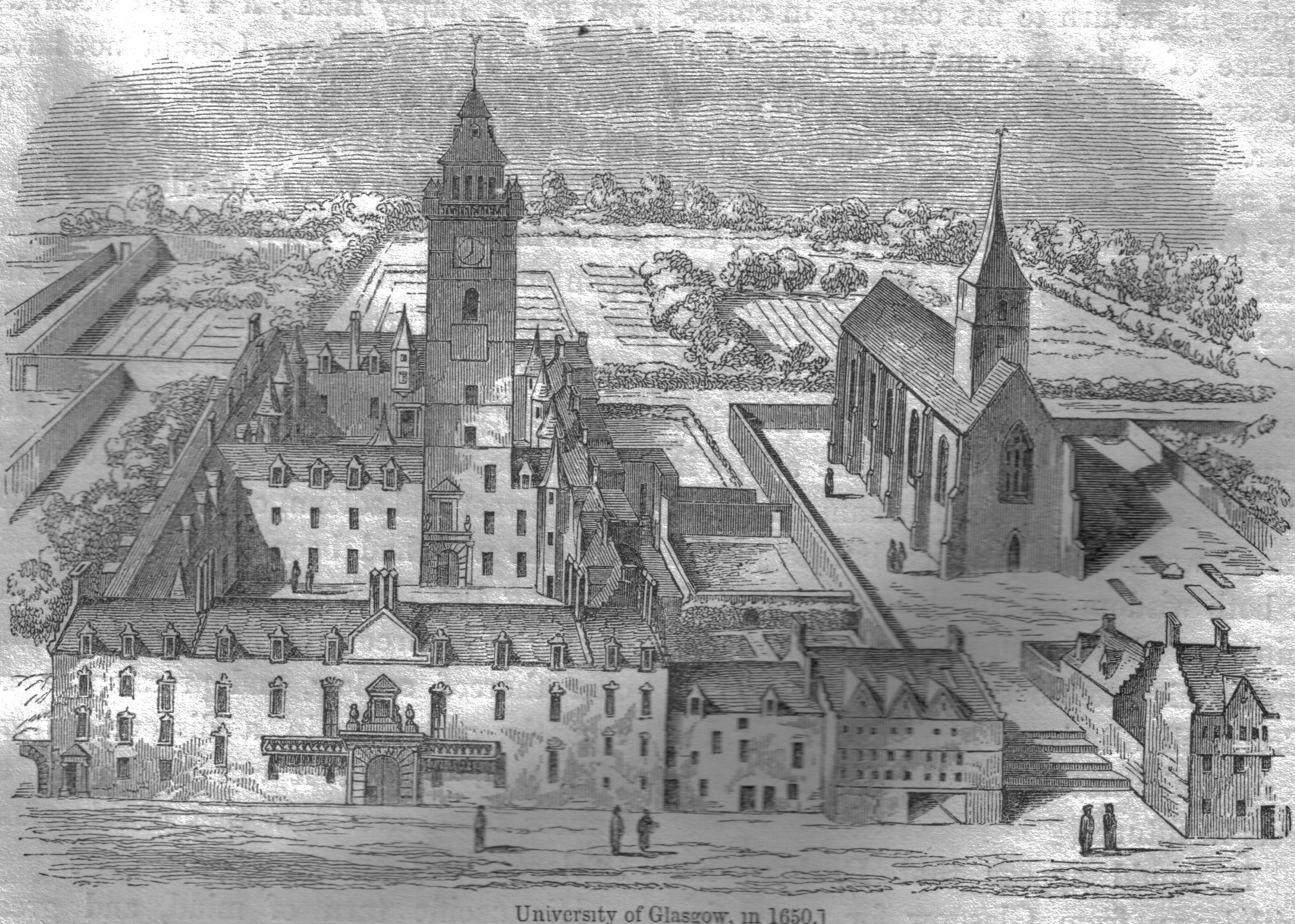
L'Università di Glasgow, veduta del 1654.

William Mackenzie nacque a Glasgow il 29 marzo 1791 in una moderna villa di Queen Street, secondo figlio legittimo di James Mackenzie ed Isabella Dick. La sua infanzia fu segnata dalla morte prematura della madre. Frequentò la Glasgow Grammar School, ma dopo pochi anni si trasferì presso l'Università di Glasgow per studiare Teologia; completò il corso di studi senza laurearsi. Gli anni universitari rappresentarono un periodo florido della sua vita, durante il quale coltivò diverse amicizie.
Dal 1810 intraprese gli studi di medicina presso l'Università di Glasgow. Conseguì la laurea il 7 agosto 1815 e sul documento di laurea appena firmato appose un'invocazione d'aiuto verso Dio; la dichiarazione concludeva con le parole "So God help me" ("Dunque Dio aiutami").

### Il Tour Europeo: Francia e Italia
L'ambiente universitario scozzese presentava lo svantaggio di formare gli studenti su un piano prevalentemente teorico, tralasciando la parte clinica degli apprendistato e dei tirocini; ciò per William rappresentava una carenza non indifferente ed un disagio tali che lo spinsero a spostarsi in altri ambiti al fine di migliorare le sue competenze.
Sostenuto da un adeguato patrimonio finanziario, si spostò a Londra nel 1816, dove frequentò il St Bartholomew's Hospital e compilò per la prima volta un registro dei pazienti ancora esistente; ebbe l'opportunità di frequentare la "Eye Infirmary" in Charterhouse Square e il Lock Hospital.
In quel periodo William Mackenzie, così come tutti i giovani medici del tempo, tenne lezioni di anatomia e chirurgia, inserendosi in maniera invidiabile in tale contesto.
Nella primavera del 1816 si dedicò ad un viaggio in Europa, scelta ampiamente sostenuta dal professore ed amico Harry Rainy, il quale aveva già fatto esperienza in ambito medico a Parigi, rimanendo particolarmente colpito dalla superiorità tecnico-scientifica della scuola di oculistica francese. Il 6 maggio 1816 lasciò Londra per recarsi a Parigi: all'arrivo sul molo notò la presenza di un crocifisso e per la prima volta percepì una sensazione mistica che annotò con la definizione: "the excitement of adoration" ("l'emozione dell'adorazione").
Grazie ad Harry Rainy conobbe una serie di illustri personaggi che lo accompagnarono durante il suo tour, tra cui James Arnott, studente al Jardin des Plantes.
L'arrivo a Parigi fu segnato dalla morte del padre. In questa città trascorse esattamente due mesi, mantenendo attivi i contatti con i medici scozzesi. Abituatosi a convivere con le pulci nelle dimore poco accoglienti che lo ospitarono, dopo pochi giorni di soggiorno iniziò a prender lezioni di francese per poter avere accesso agli ambienti medico-scientifici e frequentò vari corsi di storia naturale tenuti da Lamarck presso il Jardin des Plantes. Si trasferì presso l'Hôtel Dieu, per frequentare le lezioni ed apprendere gli insegnamenti del grande medico Guillaume Dupuytren: in tale contesto poté confrontare la sua preparazione con gli standard francesi, muovendo spesso critiche sui metodi di bendaggio approntati nel trattamento delle fratture che inducevano alla gangrena. In compagnia dell'amico James Arnott prese parte ad una serie di lezioni svolte all'ospedale Saint Louis, riguardanti i disturbi della pelle. Avvenimenti che segnarono in positivo la sua professionalità furono le visite compiute insieme a M. Cullerier su un campione di duecentocinquanta pazienti: ogni diagnosi era seguita da una prescrizione medica attinente alla patologia.
L'8 luglio del 1816 William Mackenzie, arricchito da un notevole bagaglio culturale, lasciò Parigi per spostarsi a Ginevra. Dopo pochi giorni di permanenza presso il territorio svizzero si trasferì a Pavia portando con sé una commendatizia indirizzata ad Antonio Scarpa. Qui trascorse un breve periodo di tempo al seguito del celebre anatomista, del quale poté apprezzare le qualità umane e professionali.
Il 2 ottobre 1816, dopo aver soggiornato presso Firenze, Genova, Gaeta, Roma e Napoli fece ritorno a Parigi ove si dedicò alla dissezione dei muscoli dell'addome presso l'Ospedale Salpêtrière. Quotidianamente annotava sul suo diario le parti del corpo che aveva dissezionato: tale pratica lo appassionò al tal punto da trascorrere le vacanze natalizie del 1816 dissezionando i nervi delle orbite oculari.
Durante la sua permanenza in Francia, che si protrasse fino all'estate successiva, sottopose a visite mediche numerosi pazienti presso l'Hôtel Dieu, migliorando ancor più le sue competenze cliniche; all'ospedale Saint Louis ascoltò invece diverse lezioni sul cancro.
Il resoconto del suo tour europeo è così riassunto nell'ultima pagina del suo diario annuale:
“[..] Nel 1816 ho avuto molteplici opportunità per ampliare le mie conoscenze sul genere umano”.

### L'esperienza viennese
Lasciata Parigi il 17 luglio 1817, giunse a Vienna il 5 agosto; qui William Mackenzie frequentò assiduamente la “University Clinic” e divenne allievo di George Joseph Beer, autorità mondiale nell'ambito medico, il quale lo accompagnò nella scelta dell'Oculistica come settore nel quale specializzarsi.
Sotto la sua supervisione eseguì le prime operazioni chirurgiche agli occhi. Così annotò il suo primo intervento chirurgico condotto su un cranio nel piovoso 3 ottobre del 1817:
Quattro giorni dopo eseguì un secondo tentativo: “Ein schoner Schnitt” (“Un bel taglio”), questo fu il commento finale di George Joseph Beer.
La sua esperienza viennese fu arricchita dall'amicizia di Gordon, un oculista laureatosi ad Edimburgo; insieme concepirono l'idea di pubblicare una rivista medica internazionale. Dopo aver ricevuto l'assenso per una futura collaborazione da parte del medico italiano Giuseppe Corneliani nacque il primo "Journal of Foreign Medicine and Surgery".
Il contributo di William Mackenzie per il "Journal of Foreign Medicine and Surgery", successivamente rinominato con il nome di "Anderson's Quarterly Medical Journal", continuò fino al 1826. Nel primo volume un articolo su tre riportava la sua firma: si trattava di articoli riguardanti la descrizione delle tecniche interventistiche adottate dal Dottor George Joseph Beer e dei metodi europei di estrazione della cataratta, arricchiti da preziosi apporti critici.
Durante la permanenza a Vienna Mackenzie visitò il "Blinde-Anstalt", un centro per non vedenti.
Prima di tornare in Gran Bretagna trascorse due mesi tra Praga e Berlino, dove conobbe il celebre Karl Asmund Rudolphi.
Dal resoconto delle esperienze vissute durante il tour nel Continente europeo traspariva la gioia derivante dalla esemplare crescita professionale maturata in quegli anni trascorsi fuori da casa; così annotò:
(William Mackenzie)

### Il soggiorno a Londra e l'inizio della carriera
Il 30 gennaio 1818 fece ritorno in Gran Bretagna, ove ebbe ufficialmente inizio la sua brillante carriera medica. Il 5 aprile 1818 infatti, dopo essersi presentato come candidato al “Royal College of Surgeons”, fu esaminato da Sir David Dundans, il quale, stupefatto dalla puntigliosa descrizione anatomica dell'occhio fornita da Mackenzie, lo incoraggiò ad intraprendere senza timore la professione oculistica.
Verso la fine dell'anno, esattamente il 22 dicembre, l'ammissione alla "Medico-Chirurgical Society", avvenuta a seguito di una disquisizione su tematiche riguardanti l'oculistica reumatica, accrebbe la sua fama.
Nello stesso periodo mise un annuncio sul “Morning Post” per tenere una serie di lezioni sui disagi dell'occhio: la sua prima esperienza da insegnante risultò fallimentare, solo due persone infatti frequentarono la lezione introduttiva; Mackenzie portò comunque a conclusione il corso nonostante le aule rimanessero deserte.
Durante la permanenza a Londra ebbe l'occasione di assistere all'"Hunterian Oration" tenuta al Royal College of Surgeons e di contribuire alla divulgazione a mezzo stampa della scienza medica: degne di nota sono le pubblicazioni del Marzo 1819 riguardanti i disagi lacrimali.
All'età di ventotto anni sorse in lui l'idea di dar vita a una infermeria oculistica in Southwark, a Londra. Tale progetto non fu realizzato in terra londinese, ma avrebbe trovato espressione qualche anno dopo a Glasgow.
Il progetto prevedeva la cura di pazienti afflitti da disagi oculistici: constatato l'incremento della popolazione nel distretto “Borough of Southwark” l'idea risultava geniale sia perché il bacino d'utenza era talmente vasto da assicurare una molteplicità di casi clinici da trattare, sia per la difficoltà nel raggiungere le altre due strutture già presenti a Londra, la "Eye Infirmary" in "Charter House Square" e il "Royal Westminster Oftalmical Hospital" in "Oxford Street".
L'infermeria avrebbe accolto i pazienti suddividendoli in tre diverse categorie:
- pazienti curati all'interno dell'infermeria;
- pazienti visitati nelle loro dimore in caso di mancanza di posti letto presso l'infermeria;
- pazienti ambulatoriali a cui erano riservate cure gratuite.

William Mackenzie si preoccupò di sottoscrivere le modalità di cura e le relative tariffe da applicare ad ogni tipo di patologia trattata. Il progetto fu abbandonato quando William Mackenzie decise di lasciare Londra per tornare a Glasgow.

### Il ritorno a Glasgow e l'apogeo
Dopo aver ricevuto la comunicazione di Harry Rainy relativa alla disponibilità di aule per la dissezione anatomica a seguito della fuga in America di Granville Pattinson, medico accusato di condotta non professionale, fece ritorno in patria, il 6 ottobre 1819.
La nuova collocazione presso Glasgow gli fornì un posto privilegiato dal quale dare ampia risonanza alla sua scienza: nello stesso anno infatti gli fu assegnata la cattedra di anatomia all' "Anderson's College Medical School", istituto sorto con il preciso obiettivo di contrastare la rinomata "Glasgow University".
Questo avvenimento rappresentò la svolta che attestò il suo successo. Erano in cinquantasette gli studenti che frequentavano le lezioni di anatomia e chirurgia da lui tenute nel primo anno ed erano in ventinove a prendere parte al suo corso sui disagi oculari. Per la sua forbita e dotta eloquenza fu chiamato a impartire lezioni di "Medical Jurisprudence".
Progrediva intanto la sua fama che si espandeva su scala mondiale. Degna di nota è la lettera inviatagli da Mr James Campbell da Orangehill, in Tobago, con la richiesta di una prescrizione per un tipo di lenti cui era necessitato data l'estrema difficoltà nel vedere oltre i 18 metri di distanza.
Ebbe notevole risalto nello stesso periodo l'ammissione alla "Glasgow Medical Society", percepita però da Mackenzie come un aggravio, per la richiesta di un'assidua partecipazione agli incontri e alle periodiche lezioni tenute durante la sessione invernale. Per tali ragioni, per più di due anni, disertò gli incontri.
Malgrado i suoi coinvolgimenti lavorativi, il 18 novembre 1823 convolò a nozze con Isabella Hay. Dall'unione coniugale, il 13 aprile del 1825, nacque una figlia; pochi anni dopo rimase vedovo.

### La Fondazione della "Glasgow Eye Infirmary"
Agli inizi del 1824 la rapida diffusione di ospedali specializzati, sebbene apostrofati dall'opinione pubblica con l'appellativo di "monstrous evil", pose Mackenzie nelle condizioni di intraprendere il progetto precedentemente archiviato di fondazione di un'infermeria oculistica. Nel pianificare il tutto William Mackenzie ebbe al suo fianco George Monteath, figlio del ministro di Houston e oculista capo di Glasgow.
Il 10 febbraio 1824 presso la "Town House" si tenne un incontro, organizzato da Lord Provost, al quale presero parte i medici locali unitamente a qualche personalità influente di Glasgow: le risultanze dell'incontro furono favorevoli alla proposta di Mackenzie. Significativa è l'affermazione sotto riportata che sanciva la nascita del complesso:
Il primo presidente dell'infermeria fu Henry Monteath, sostenuto da dodici direttori, William Mackenzie e George Monteath furono ufficialmente nominati chirurghi]dell'Infermeria.
La neonata infermeria oculistica prese forma in una piccola casa al No.19 di Inkle Factory Lane. Essendo sprovvista di letti e camere per la degenza dei malati, ogni intervento chirurgico si svolgeva in casa dell'assistito, utilizzando come lettino operatorio il tavolo della cucina.
L'anno successivo furono inseriti due letti e gradualmente l'infermeria crebbe. Mackenzie e George Monteath formarono un team medico che si distinse particolarmente per la saldezza del rapporto interpersonale e professionale. La collaborazione fu interrotta dalla morte, nel 1828, di George Monteath. Malgrado tale perdita, Mackenzie continuò imperterrito il suo lavoro, agevolando i suoi spostamenti mediante il trasferimento in "George Square", zona residenziale di Glasgow in forte espansione urbanistica.

### Gli ultimi anni di vita
Gli ultimi anni della sua vita furono interamente dedicati alla professione medica: la sua indiscussa caratura professionale spingeva i pazienti provenienti da ogni parte dell'Inghilterra a recarsi presso il suo studio medico situato in Bath Street 49 e condiviso con i suoi assistenti George Rainy e William Brown, per ottenere un consulto.
Con il passare degli anni la sua salute divenne instabile e cagionevole: frequentemente incorreva in bronchiti che lo tenevano a letto per intere settimane.
Nel 1852 pose fine alle sue prestazioni lavorative presso la Glasgow Eye Infirmary, ma solo nel 1862 abbandonò definitivamente le lezioni. Nel 1854 fu celebrato il secondo dei suoi matrimoni con la trentacinquenne Sophia Napier, da cui nacque William James.
All'eta di 68 anni ricevette l'onorificenza dal direttore della GEI con la presentazione del suo ritratto in olio.
Il 29 luglio 1868 realizzò l'ultima operazione chirurgica asportando la cataratta di un paziente, facendo ricorso al metodo keratonyxis; la stessa notte fu colpito da un'intensa precordialgia: la nota medica afferma che le sue ultime pulsazioni cardiache risultavano irregolari e interrotte dopo il controllo degli ultimi dieci battiti; chiese del cloroformio per alleviare il dolore, all'alba i suoi occhi divennero vitrei, si agitò violentemente e spirò.

## Opere
Dal 1823 William Mackenzie non si sottrasse mai dall'impegno profuso per pubblicare pamphlet e trattati, convinto dell'importanza che questi rivestissero nell'iter formativo di un medico.
Nel 1823 pubblicò "A description of Human muscles" e "A magnified view of the ear", piccole opere di gran successo.
Nel 1824 scrisse l'importante trattato "An appeal to the public and to the Legislature on the necessity of affording dead bodies to the schools of anatomy by Legislative Enactment", riguardante il problema della fornitura di cadaveri per le dissezioni presso le aule di anatomia delle università locali, indirizzato alle autorità pubbliche. Al tempo gli unici corpi disponibili per quegli scopi erano quelli dei condannati a morte e dei pubblici cittadini che esprimevano la volontà di donare il proprio corpo dopo il decesso.
Dopo aver esposto l'enorme difficoltà per i chirurghi derivante dalla condizione di dover affrontare gli interventi senza conoscere le strutture anatomiche delle parti su cui intervenivano, reclamava la necessità di entrare in contatto con i tessuti e le strutture, evidenziando l'importanza della pratica della dissezione per i medici ai primordi della carriera.
Il trattato si chiudeva con una serie di consigli per giungere alla soluzione del problema tra cui quello di rivolgersi ad ospedali, alle prigioni ed alle case di cura per avere a disposizione questi corpi era necessario.
Nel 1829 fu promulgata una legge che regolamentava l'utilizzo dei cadaveri per fini scientifici: erano presenti in larga misura i consigli suggeriti dall'opera di Mackenzie.
L'opera “Outline of therapeiology or the science of remedies. For the use of the students”, in 19 pagine spiega la derivazione greca del termine therapeiology, inteso come “discorso sui rimedi”. I rimedi presentati da Mackenzie sono tabulati e includono trattamenti quali il sonno, la dieta e la serenità mentale. L'opuscolo conteneva una disamina sui farmaci da utilizzare per ciascun tipo di patologia.
La pubblicazione successiva, di notevole importanza, fu quella del 1828 intitolata “Outlines of a Course of Lectures on the structure, function and diseases of the eye”, dedicata allo studio dell'occhio, descritto come organo speciale del corpo umano.
Questo libro spianò la strada alla sua grandiosa opera “A Practical treatise on the diseases of the eye”, pubblicata nel 1830.
Nell'incipit William Mackenzie elenca i motivi per i quali si dedicò allo studio dell'occhio: il primo relativo alla complessità dell'organo in questione e poi per la delicatezza e minuziosità richieste durante le operazioni chirurgiche.
La seconda parte dell'opera contiene una trattazione scientifica inerente alle patologie, alle infiammazioni che interessano l'occhio e alle diagnosi di malattie infiammatorie ad esso connesse.
Le patologie principali affrontate nell'opera sono:
- L'amaurosi, della quale espone una lunga lista delle possibili cause tra cui i fattori genetici, le prolungate esposizioni alla luce intensa, gli sforzi della vista e cause esterne all'organo stesso. Vengono elencati inoltre casi particolari di amaurosi dovuta all'assorbimento del pigmento nero, ad eruzioni acute, a ripercussioni di catarro, a problemi gastro-intestinali e alla rabbia.
- Lo strabismo, in riferimento al quale riconduce la patologia ad una irritazione addominale; la cura proposta prevedeva l'assunzione di una purga, l'occlusione dell'occhio sano o l'applicazione di un cerotto nero sulla punta del naso.
- L'irite, tra le cui cause annette i repentini cambiamenti di temperatura, la prolungata esposizione al calore e l'infiammazione della capsula del cristallino. Il trattamento proposto consisteva nell'immediata dilatazione della pupilla mediante l'uso della belladonna e nell'impiego di un estratto da applicare quotidianamente sulla palpebra superiore.
- Il glaucoma, la malattia più discussa dagli oculisti del tempo. Dopo aver tracciato la storia della patologia soffermandosi sugli studi di Marechal, espone le cause, tra cui il consumo di alcolici e tabacco. Interessante è il riferimento all'aumento della pressione oculare durante il decorso del glaucoma[41]. La sua trattazione sulla patologia si conclude con la teoria secondo cui il glaucoma può essere la causa della distruzione della membrana ialoide.

La diffusione dell'opera fu immediata, ricevendo consensi internazionali.
La seconda edizione del Trattato, pubblicata nel 1835, fu accresciuta dall'aggiunta di un capitolo dedicato all'estirpazione del bulbo oculare e da un capitolo dedicato ai metodi anestetizzanti legati al quinto paio di nervi cranici.
La terza edizione fu integrata da due nuovi capitoli, uno sulle orbite e uno sull'aneurisma dell'orbita. Mackenzie si preoccupò di inserire riferimenti inerenti alle patologie oculistiche trattate presso la "Glasgow Eye Infirmary".
L'edizione in lingua francese apparve dopo la terza edizione. L'edizione americana fu pubblicata a Boston nel 1837, nel 1855 a Philadelphia fu presentata invece l'edizione arricchita da un'appendice.
La quinta edizione, resa pubblica nel 1866, risultava ampliata a seguito della scoperta dell'oftalmoscopio, ad opera di Hermann von Helmholtz.
L'edizione tedesca e italiana furono redatte ma mai pubblicate.
Nel 1841 apparve il libro "Physiology of Vision", un interessante trattato dedicato ai meccanismi oculari, tra cui l'accomodazione del cristallino; Mackenzie si preoccupò di descrivere il legamento sospensorio della lente come una corona di filamenti chiamata "the orbiculus ciliaris", esponendo la sua teoria secondo cui, al contrarsi della pupilla, l'anello ciliare si allungava consentendo al cristallino di cambiare forma e scivolare sulla pupilla.

### I contributi giornalistici
Altrettanto rilevanti furono le esperienze giornalistiche: oltre al preponderante contributo per il "Journal of Foreign Medicine and Surgery", un gran numero di pubblicazioni furono redatte per il “London Medical and Physical Journal”, tra cui articoli che trascendevano il campo dell'oculistica, come “On the asserted muscularity of the arteries”.
Non sorprendono gli articoli per il “Glasgow Medical Journal”, tra cui uno commemorativo in onore del cofondatore della "Glasgow Eye Infirmary" George Monteath.
Degni di nota sono gli articoli dedicati alle patologie che si erano manifestate su Glasgow e sulle cittadine limitrofe: tra questi si ricorda il “Post Febrile Ophtalmitis”, scritto nel 1843.
Un contributo decisivo fu dato al "London Medical and Surgical Journal". e alla "London Medical Gazzette" con articoli di materia oculistica, uno riguardante la descrizione di un caso clinico studiato a seguito dell'ingresso di un corpo estraneo sulla parte anteriore della cornea ed un altro riguardante un caso di cisticercosi.